# Regione di Ancash
La regione di Ancash è una regione del Perù di 1 083 519 abitanti, che ha come capoluogo Huaraz.

## Geografia antropica

### Suddivisioni amministrative
La regione è suddivisa in 20 province che sono composte di 165 distretti. Le province, con i relativi capoluoghi tra parentesi, sono:
- Aija (Aija)
- Antonio Raymondi (Llamellín)
- Asunción (Chacas)
- Bolognesi (Chiquián)
- Carhuaz (Carhuaz)
- Carlos Fermín Fitzcarrald (San Luis)
- Casma (Casma)
- Corongo (Corongo)
- Huaraz (Huaraz)
- Huari (Huari)
- Huarmey (Huarmey)
- Huaylas (Caraz)
- Mariscal Luzuriaga (Piscobamba)
- Ocros (Ocros)
- Pallasca (Cabana)
- Pomabamba (Pomabamba)
- Recuay (Recuay)
- Santa (Chimbote)
- Sihuas (Sihuas)
- Yungay (Yungay)